# Lucilia violacea
Lucilia violacea är en tvåvingeart som beskrevs av Gimmerthal 1842. Lucilia violacea ingår i släktet Lucilia och familjen spyflugor.
Artens utbredningsområde är Litauen. Inga underarter finns listade i Catalogue of Life.